# Halfdan Høgsbro
Halfdan Raunsøe Høgsbro (* 27. März 1894 in Kopenhagen; † 26. April 1976 in Gentofte) war ein dänischer evangelisch-lutherischer Theologe und Bischof.

## Leben
Høgsbro wurde als Sohn des Anwaltes am Højesteret und späteren dänischen Justizministers Svend Høgsbro und seiner Frau Louise Raunsøe geboren. Sein Elternhaus war von starken nationalen und Grundtvig'schen Traditionen geprägt. 1911 machte er sein Abitur am Gymnasium in der Østersøgade in Kopenhagen und beendete sein Theologiestudium 1917. In seiner Jugend war er stark beeinflusst vom KFUM, dem dänischen Ableger des CVJM, und der christlichen Studentenbewegung. 1917 bis 1919 war er Sekretär in deutschen Kriegsgefangenenlagern, danach in der Zentrale des KFUM in Kopenhagen und 1920 in dessen Soldatenmission in Nordschleswig; 1922 wurde er Sognpriester in Abild Sogn, 1931 dänischer Sognpriester in Sønderborg und 1941 Propst der Sønderborg Provsti. 1937 war er Kandidat bei den Bischofswahlen im Bistum Haderslev.
Die erste Phase von Høgsbros publizistischem Schaffen stand im Zeichen der „religiösen Welle“ der 1920er Jahre; er veröffentlichte 1924 ein Buch über Franz von Assisi und übersetzte Pontus Wikners religiöses Hauptwerk, aber er beschäftigte sich auch mit theologischen und sozialen Problemen (Jesu Kristi Opstandelse og de 40 Dage (dt. etwa: Die Auferstehung Jesu Christi und die 40 Tage), 1928; Kirken og Proletariatet (dt. etwa: Die Kirche und das Proletariat), 1930). Als die Dialektische Theologie in Dänemark Einzug hielt, wurde er ein überzeugter Barthianer, eine Position, die er insoweit auch zukünftig beibehalten sollte, als er immer gegen Säkularismus kämpfte und an der Kirche Recht und Pflicht festhielt, auf die Gesellschaft formend Einfluss zu nehmen. Als einer der ersten Theologen bezog er scharf und klar Position im Bezug auf Nationalsozialismus und Kommunismus: Einflussreiche Veröffentlichungen waren: De nye Religioner (dt. etwa: Die neuen Religionen) und De antikristelige Tendenser og Kirken (dt. etwa: Die antichristlichen Tendenzen und die Kirche), beide 1933, aber besonders wichtig war – nur, weil es wie „ein Wort zur rechten Zeit“ wirkte – Politisk Drøm og kristent Haab (dt. etwa: Politischer Traum und Christliche Hoffnung), 1934. Darin entlarvte er den Traum der neuen politischen Religionen von der vollkommenen Gesellschaft als typisches „Opium fürs Volk“ und übte harte Kritik an der durch die Liberale Theologie und die Erweckungsbewegung beeinflussten Kirche, die zu einem gewissen Grade selbst Schuld trage an der modernen Beliebigkeit in den Religionen, da sie ihre Hauptaufgabe, die Verkündigung, vergessen habe zugunsten von sozialen, politischen und kulturellen Aktivitäten und Jenseitigkeits-Tröstungen.
Aber kurz darauf vollzog Høgsbro erneut eine Wendung und schloss sich mit ganzem Herzem der Oxford Group Movement an, darin seinem barthianischen Lehrer Emil Brunner folgend, und trat häufig bei deren Veranstaltungen auf (vgl. Oxford-Noter (dt. etwa: Anmerkungen zu Oxford) und seinen Beitrag über die Bewegung zur Festschrift zur 400-Jahr-Feier der Reformation, beide 1936). Außerdem setzte er seine publizistische Tätigkeit auf mehreren Gebieten fort: Fortid og Fremtid (om ydre mission) (dt. etwa: Vergangenheit und Zukunft (zur Äußeren Mission)), 1937; Kirken i Grænselandet (dt. etwa: Die Kirche im Grenzland), 1938; forklaringer til kirkeårets evangelietekster (dt. etwa: Erläuterungen zu den Evangelientexten des Kirchenjahres) in Haandbog i Kristendomskundskab (dt. etwa: Handbuch der Christlichen Religionswissenschaft), 1943; Hverdagsbogen – en andagtsbog (dt. etwa: Das Alltagsbuch – ein Andachtsbuch), 1945.
1941 wurde das Predigerseminar umorganisiert und dabei erheblich erweitert. 1942 wurde Høgsbro sein Leiter, aber seinen Bemühungen, die Institution bei den Studienabsolventen populär zu machen, blieb größerer Erfolg versagt. Nachdem er 1949 Kandidat bei den Bischofswahlen im Bistum Ribe geworden war, wurde er 1950 – in einem außerordentlich konfusen Wahlvorgang – zum Bischof des Bistums Lolland-Falster gewählt und sollte dieses Amt bis 1964 innehaben. Bereits vor diesem Zeitpunkt hatte er in zahlreichen kirchlichen und sozialen Leitungsgremien Sitz und Stimme gehabt, so bei Kirkens Korshær (dt. etwa: Kirchliches Kreuzheer), einer kirchlichen Hilfsorganisation, bei der Sønderjyske fængselsselskab (dt. etwa: südjütische Gefängnisgesellschaft), beim Sammenslutningen af danske børnehaver i Sønderjylland (dt. etwa: Zusammenschluss der dänischen Kindergärten in Südjütland), bei der dänischen Missionsgesellschaft und bei der Diakoniestiftung usw. Nach dem Zweiten Weltkrieg war er von 1945 bis 1948 Vorsitzender des Dänischen gemeinsamen Ökumenischen Rates, 1949 Vorsitzender seines Exekutivausschusses. Außerdem war er von 1945 bis 1948 Leiter für kirchliche Dienste bei Flüchtlingen in Dänemark und Mitglied der Ökumenischen Flüchtlingskommission in Genf – unter anderem für seine Verdienste um deutsche Flüchtlinge wurde ihm 1949 von der Theologischen Fakultät der Christian-Albrechts-Universität zu Kiel die theologische Ehrendoktorwürde verliehen. Des Weiteren war er von 1948 bis 1950 Delegierter des Weltkirchenrates für Deutschland. Gleichzeitig wurde er in die Leitung des Nordisch-Deutschen Kirchenkonventes berufen. Außerdem war er Vorsitzender des Dänischen Missionsrates (1952), des Nordischen Missionsrates (1958) und Mitglied der Kommission für Weltmission des Weltkirchenrates (1961). Darüber hinaus war er Vorsitzender der Dänischen Bibelgesellschaft.

## Auszeichnungen
- 1953: Großes Verdienstkreuz der Bundesrepublik Deutschland